# Kim Ho-joong
Kim Ho-joong (김호중?, Gim Ho-jungLR, Kim HochungMR; Ulsan, 2 ottobre 1991) è un cantante sudcoreano.

## Biografia
Dopo aver studiato opera lirica in Germania, Kim Ho-joong torna in Corea del Sud, dove nel 2013 pubblica il suo primo singolo My Only Love, registrato anche in giapponese, cinese e inglese. Ottiene la popolarità nel 2020 arrivando quarto al talent show per artisti trot Nae-ir-eun Mr. Trot, dopodiché partecipa al varietà Sincheonggok bulleodeurimnida - Sarang-ui call center, suo sequel, insieme al resto della top 7. Il suo album di debutto Our Family, una collezione di pezzi trot pubblicata a settembre, vende oltre mezzo milione di copie in tre mesi, e anche il suo secondo disco The Classic Album, composto da due volumi d'interpretazioni liriche, riscuote il medesimo successo. Intanto si arruola per i due anni di leva militare obbligatoria come dipendente pubblico. Nel 2021 viene inserito da Forbes Korea nella Korea Power Celebrity, la lista delle quaranta celebrità più influenti del Paese, in posizione 22.
Dopo essere stato congedato dal servizio militare il 9 giugno 2022, il successivo 27 luglio pubblica l'album in studio Panorama.

## Discografia

### Album in studio
- 2020 – Our Family
- 2020 – The Classic Album
- 2022 – Panorama

### Singoli
- 2013 – My Only Love
- 2020 – I'm Alive Because of You
- 2022 – Person Who Shines

## Riconoscimenti
- Circle Chart Music Award
  - 2020 – Candidatura Canzone dell'anno (settembre) per In Full Bloom[11]
- Golden Disc Award
  - 2020 – Miglior nuovo artista[12]
  - 2020 – Candidatura Album dell'anno per Our Family[13]
  - 2022 – Candidatura Bonsang - sezione album per The Classic Album I – My Favourite Arias[14]
- Melon Music Award[15]
  - 2020 – Top 10 artisti
  - 2020 – Candidatura Artista dell'anno
- Seoul Music Award[16]
  - 2020 – Candidatura Premio popolarità K-wave
  - 2020 – Candidatura Premio popolarità
  - 2020 – Candidatura Premio trot per Our Family